# Westfälische Nachrichten
Westfälische Nachrichten est un journal quotidien allemand local diffusé à Münster et ses alentours, dans le Land de Rhénanie-du-Nord-Westphalie.

## Histoire
Le Münsterischer Anzeiger paraît de 1852 à 1937 et a été exproprié sans compensation par les dirigeants nazis en 1937.
Après la Seconde Guerre mondiale, les autorités d'occupation britanniques accordent à Aschendorff Verlag l'autorisation de publier un nouveau journal. Les premiers titulaires de licence du Westfälische Nachrichten sont l'ancien membre du Reichstag Franz Bornefeld-Ettmann, Gottfried Hasenkamp et le copropriétaire d'Aschendorff Verlag, Friedrich Leopold Hüffer. Comme l'imprimerie fut détruite lors des raids aériens sur Münster, le Westfälische Nachrichten est imprimé dans la maison d'édition Holterdorf à Oelde. Le premier numéro du Westfälische Nachrichten paraît le 3 août 1946. À partir de 1949, le journal est à nouveau publié dans l'imprimerie de Münster.
En 1950, le Westfälische Nachrichten fusionne avec les éditeurs locaux environnants du Münsterland pour former la Zeitungsverlagsgesellschaft Nordwestdeutschland (ZENO), aujourd'hui le Zeitungsgruppe Münsterland (ZGM).
Le 1er août 2014, il est annoncé que l'éditeur de WN, Aschendorff, souhaite également reprendre le plus petit journal local de Münster, le Münstersche Zeitung (MZ), dans le cadre d'une fusion de restructuration. Les observateurs craignent que cela réduise considérablement la diversité de la presse à Münster et que la prise de contrôle du MZ, considéré comme moins conservateur, par le WN, puisse conduire à un virage politique vers la droite dans le journalisme local. L'Office fédéral de lutte contre les cartels accepte exceptionnellement le rachat, car une insolvabilité du journal rival aurait conduit à une position de monopole pour WN.